# Jリーグ・アンダー22選抜
Jリーグ・アンダー22選抜（ジェイリーグ・アンダートゥエンティツーせんばつ、英語: J.League U-22 Selection）は、かつて日本プロサッカーリーグの2014年から2015年にJ3リーグ（J3）に参加していた、サッカークラブ。発表前時点での登録チーム名はJリーグU-22選抜チームである。

## 概要
サッカー界に於いて、若手選手の育成のため世界各国では様々な施策による取り組みがなされている。
- スペイン、 ポルトガル、 ドイツ：各クラブのセカンドチームがトップディビジョン以外の下位リーグ（ドイツは3部まで、他は2部まで）に参加する
- イングランド：プレミアリザーブリーグ...若手育成を目的としたサテライト選手、U-21選手によるリザーブリーグを開催

## 歴史
一方、日本においては大学サッカーが育成に一定の役割を果たす一方で、Jサテライトリーグが2009年に休止となるなど対策が遅れていた。Jサテライトリーグの休止の原因となった大きな理由としては、サテライトリーグがシーズン末に駆け込みで行われ形骸化していることや、ユース組織の選手が高円宮杯U-18サッカーリーグ（プレミアリーグ・プリンスリーグおよび県リーグ）やクラブユース選手権・Jユースカップ・国体といった高校生が出場可能な2種公式戦を優先する傾向、さらにクラブの経費の問題などから選手の保有人数を削減するなどといった問題点が指摘されていた。
日本サッカー協会（JFA）および日本プロサッカーリーグ（Jリーグ）は、育成型期限付移籍制度 を導入した。また、スポーツ報知は、サテライト（セカンド）チームのJ3への加入を促そうとする動きがあると報じた（なお、サテライト（セカンド）チームの例についてはJリーグ所属クラブの下部組織チーム一覧を参照のこと）。

### 2013年
2013年7月12日、JFA強化担当技術委員長（当時）の原博実は、若手育成を目的として、2014年から開始されるJ3に、J1とJ2のU-22（22歳以下）の選抜チームの参加を検討していることを報告し、担当者の間で方向性が確認された。原は「高校卒業後の数年は出場機会が少ないため、こうした年代の選手に試合経験を積ませることが狙い」「育成はクラブがやるべきというところもあったが（選手を）出したいというクラブの方が多かった。いろんな意見はあったが、大筋としては理解してくれた」とした上で、「高卒1、2年目の選手を中心に考える。協会で伸びる人材を選んで使いたい」とコメントしている。
2013年7月16日の理事会で、J3参加クラブの中に「特別参加枠」（仮称）を1チーム加えることが検討され、2013年11月19日に「JFA/Jリーグ U-22選抜チーム（仮称）」としてJ3に参加することが決定した。

### 2014年
チームの概要については、2014年1月29日の公式発表で正式に明らかになった。2014年1月26日施行の「J3リーグへの特別参加枠チームに関する特則 (PDF) 」（以下「特則」と記す。）に基づき運営される。
J1・J2の各クラブとプロ契約し、JFA登録を行っている、1992年1月1日以降に生まれた選手（2014年シーズンの場合）を対象とし、各クラブの了承の元でチームに登録される。通常の練習は各クラブで行い、メンバーは試合ごとに試合前々日の金曜日に招集を受けて土曜日に前日練習を行い、日曜日の試合に臨んだ後、解散となる（特則第10条）。J-22選抜に登録されてもクラブとの登録は抹消されず、J-22選抜での出場試合時間はプロA契約の締結の権利を得るための出場試合時間には算入されない（特則第11条）。
なお、選手の登録メンバーについては「第1ウィンドー期間」（2014年度は1月3日-3月28日）までに当初の登録エントリー手続きを終えた後、「第2ウィンドー期間」（同7月18日-8月15日）に限りメンバーの変更をすることができるが、J3へのエントリーをされても選手の移籍は可能とする。また懲罰行為（出場停止他）については、選抜チーム内においては日本サッカー協会基本規定第12章「懲罰」を適用するが、選手所属元クラブについては影響しないとしている。
またチーム賞、個人賞の成績についてはJ3リーグの公式記録として残るが、賞金の支給はしない（特則第8条）。J2への昇格も対象外であり、J3クラブのJ2昇格における成績要件においては、J-22選抜の順位を除外し他チームの順位を繰り上げる。
同日に元川崎フロンターレ監督で、U-17サッカー日本代表コーチの高畠勉が初代監督に就任した。
チーム運営については「JFAの単独の責任と費用負担において管理するもの」と定められており（特則第4条）、J3リーグ戦への参加料はJFAより拠出される。ただし、実際の試合登録にあたっては「試合参加料」として、所属クラブがJFAに対して1試合ごとに選手1名につき35,000円（税抜）を支払うものとされている（特則第10条第2項）。
ホームタウン、ホームスタジアムは持たず、試合は全て相手クラブのホームスタジアムにおいてアウェー試合として開催される（特則第6条第2項）。

### 活動終了
J-22は2014年・2015年の2シーズンにわたって活動をしたが、上述の通り「毎節試合直前に招集、試合後解散」という形式をとったこともあり、2016年のリオデジャネイロオリンピックに向けた若手選手の試合経験確保という意味では一定の成果は上がったものの、Jクラブの関係者の間で「試合前日までメンバーを確定できない」「選手のモチベーションを維持することが難しい」といった意見が挙がり、中には、はっきりと「行きたくない」と漏らす選手もいた。これらの点から活動に継続性がなく、育成という観点からは十分な成果があがっていないという見方があった。
こういった観点を踏まえ、2015年11月17日に行われたJリーグ理事会で、2016年シーズンからは新たにJ1・J2に参戦するクラブが所属選手で結成した「U-23チーム」（セカンドチーム）がJ3に最大4チーム参戦し、併せて各クラブの控え組同士による準公式戦（仮称「育成マッチデー」→のちに正式に「Jサテライトリーグ」再開決定に至る）を行うことで将来有望な選手の強化・育成を図る方策をとることが発表され、これに伴ってJ-22の活動を終了する方針を固め、11月19日に行われた2015年度JFA第10回理事会にて2016年シーズン以降はJ-22を編成しないこと（2015年シーズンをもって活動終了）が正式に承認された。

## 年度別成績
凡例
- 太字はリーグ、カップ戦優勝
- 表中の略記・着色セルの内訳は以下の通り

| リーグ、カップ戦優勝 | リーグ、カップ戦準優勝 | リーグ、カップ戦3位 |
J3：J3リーグ、天皇杯：天皇杯 JFA 全日本サッカー選手権大会　
| 年度 | 所属 | 順位       | 勝点 | 試合 | 勝 | 分 | 敗 | 得点 | 失点 | 差  | 天皇杯 | 監督   |
| ---- | ---- | ---------- | ---- | ---- | -- | -- | -- | ---- | ---- | --- | ------ | ------ |
| 2014 | J3   | 10位（12） | 37   | 36   | 11 | 4  | 21 | 37   | 61   | -24 | 不参加 | 高畠勉 |
| 2015 | J3   | 12位（13） | 28   | 36   | 7  | 7  | 22 | 28   | 71   | -43 | 不参加 | 高畠勉 |

 タイトル・表彰 
- なし

 公式戦対戦通算成績 
 登録選手リスト 
- 2014年の登録メンバーは、2014年のJリーグ・アンダー22選抜を参照。
- 2015年の登録メンバーは、2015年のJリーグ・アンダー22選抜を参照。

## スタッフ
前述の通り、チームスタッフはJFAから派遣するものと定められており、実行委員に関してはJFA技術委員長による充て職となっている（特則第4条）。
| 役職                           | 氏名     | 兼職                                           | 備考 |
| ------------------------------ | -------- | ---------------------------------------------- | ---- |
| 監督                           | 高畠勉   | U-21日本代表コーチ                             |      |
| コーチ                         | 内山篤   | U-19日本代表コーチ                             |      |
| GKコーチ                       | 浜野征哉 | U-19日本代表GKコーチ                           |      |
| GKコーチ                       | 川俣則幸 | JFAユースサブダイレクター                      |      |
| コンディショニングコーチ       | 早川直樹 |                                                |      |
| 代表テクニカルコーディネーター | 霜田正浩 | JFA技術委員会                                  |      |
| テクニカルスタッフ             | 寺門大輔 | 日本スポーツ振興センターマルチサポート事業担当 |      |
| 実行委員                       | 原博実   | JFA専務理事                                    |      |

## ユニフォーム

### ユニフォームスポンサー
| 掲出箇所 | スポンサー名             | 表記            | 備考 |
| -------- | ------------------------ | --------------- | ---- |
| 胸       | なし                     | -               |      |
| 背中     | スカパーJSAT             | スカパー!       |      |
| 袖       | 日本航空                 | （鶴マーク）JAL |      |
| パンツ   | 日本スポーツ振興センター | toto            |      |

### ユニフォームサプライヤー
- アディダス

### チームカラー
- 白、  赤
  - 白は「将来の日本サッカー界を担うであろう選手たちの大きな可能性を表現」、赤は「Jリーグのロゴにも使われている色」を表している[1]。